# 默證
默證或訴諸沉默（英語：argument from silence；拉丁語：argumentum e silentio），是一種非形式謬誤，主張由於支持某事的人未提供證據，因此某事不是真的。
然而，支持者未提供證據可能有許多原因，未必能證明某事不是真的。

## 默證
在文獻研究中，默證通常是指，由於某人的所有著作皆未提及某觀念，遂斷定某人無某觀念；或因現存某年代的所有著作皆未提及某觀念，遂斷定某時代無某觀念。
默證並非總是合理推論，往往還需要其他條件，比如：
- 現有資料中記載了與某事不能並存的事，故推測某事當不曾發生。
- 資料中記載某類之事相當完備，此事未見記載，故推測此事並未發生。
- 某書作者立意將某類之事有系統地記錄，且作者對某類之事知之甚詳，然此觀念未見載，故推測當時無某觀念。

## 示例
例1

- 甲：你看到我的鑰匙了嗎？
- 乙：（沉默不語）
- 甲：我就知道一定是你拿走的！

例2

- 甲：你懂英語嗎？
- 乙：懂啊。
- 甲：我需要幫幾個標語加上英文，你能幫我翻譯嗎？
- 乙：對不起，我還有事要忙，有空再談。
- 甲：我看你根本不懂吧！

例3

- 心理咨询师：你（用键盘）打错的字，实际上是你的潜意识真正想要表达出来的内容。
- 来访者：可是，如果一句话里面有错字，这句话有时候是无法解释得通的。而且，即使是相同的按键顺序，如果使用不同的输入法软件，打错的字也会不一样。所以我想，打错的字应该不是我的潜意识真正想要表达出来的内容吧。
- 心理咨询师：如果不是潜意识真正想要表达出来的内容，那为什么会打错字？
- 来访者：我也不知道。
- 心理咨询师：所以，你打错字，就是你的潜意识真正想要表达出来的内容。

这名心理咨询师并没有从心理科学的角度向来访者论证“打错的字是潜意识真正想要表达出来的内容”这个论点，而是通过反问来访者，让来访者无言以对，并根据来访者的无言以对，来证明自己的论点是正确的。来访者无法回答“为什么会打错字”，并不代表咨询师的论点就是正确的。此外，论点是咨询师提出来的，论证的责任也应该在咨询师身上，所以咨询师除了犯了“诉诸沉默”的逻辑谬误外，还犯了“转移举证责任”的逻辑谬误。
例4

被告自始至終都一語不發，沒有替自己辯解，而且眼神閃爍，可見被告有罪。

例5

宗教界沒有人公開反駁我們導師的說法，可見當今宗教界沒有人懂正法，我們導師才是當今世界上唯一傳承正法的人。

例6

- 甲：我認為⋯
- 乙：甲的說法程度太差，不值一駁。
- 甲：可見我的說法才是真理。

乙不駁斥甲的說法，不代表甲的說法就是對的。甲因為乙不駁斥自己的說法而認為自己的說法是對的，是訴諸沉默的表現。

## 預防
為避免出現此邏輯謬誤，有主流傳媒在無法收到某人就對其指控的回應時，會使用「截稿前未有回覆」一句來描述此一情況。

## 外部連結
- （英文）The Argument from Silence（页面存档备份，存于）

1. ↑  .   [2022-12-01]. （原始内容存档于2022-12-01）.
2. ↑  .   [2023-01-08]. （原始内容存档于2022-12-01）.